# Dario Niccodemi
Dario Niccodemi (Livorno, 27 gennaio 1874 – Roma, 24 settembre 1934) è stato un commediografo, sceneggiatore e capocomico italiano.

## Biografia
Dario Niccodemi nacque a Livorno nel 1874. Quando era ancora bambino la sua famiglia si trasferì a Buenos Aires. Intorno ai vent’anni iniziò la collaborazione con alcuni quotidiani argentini e scrisse due commedie in spagnolo: Duda suprema (1897) e Por la vida (1898). Nel 1900 conobbe l'attrice francese Réjane, in quel periodo in tournée in Sudamerica, e la seguì in Francia divenendone suo segretario e amante. Per lei tradusse e adattò opere teatrali italiane. Introdotto negli ambienti teatrali allora dominati da Bataille e Bernstein trovò l’ispirazione per comporre varie commedie in francese, interpretate dalla stessa Réjane: L’hirondelle (1904), Suzeraine (1906), Le refuge (1909), La flamme (1910), L’aigrette (1912), Les requins (1913); tradotte e interpretate anche in Italia.
Tornò in Italia allo scoppio della prima guerra mondiale e scrisse L’ombra, la sua prima commedia scritta in italiano e portata in scena da Irma Gramatica l’11 marzo 1915, a cui seguirono altre commedie di successo e i relativi soggetti cinematografici, tra cui: Scampolo (1915), La nemica (1916), La maestrina (1917).
Le commedie di Niccodemi (Giuseppe Donateo: "fece entrare il teatro italiano nel Novecento", v. bibliografia) si svolgono in un contesto sentimentale e ironico nel quale i personaggi hanno per modello la società borghese di inizio Novecento. Di lui scrisse Antonio Gramsci: "Il Niccodemi è un Giorgio Ohnet in ritardo, e Giorgio Ohnet era già in ritardo a Eugenio Sue, a Victor Hugo e alla infinita schiera degli scrittori di appendici". Ebbe come estimatore Lev Tolstoj, che scrisse di preferire La nemica di Niccodemi ai drammi di Luigi Pirandello e ai romanzi di Giovanni Verga. 
Le commedie di Niccodemi sono state interpretate da attori di grande prestigio, tra i quali sono da ricordare: Tina Di Lorenzo, Irma Gramatica, Maria Melato, Dina Galli, Emma Gramatica, Ruggero Ruggeri, Antonio Gandusio, Ermete Zacconi, Isa Miranda, Paola Pezzaglia ("Forse la miglior «Nemica» sulle scene", secondo lo stesso Niccodemi), Luigi Cimara; poi Vittorio Gassman, Enrico Maria Salerno, Anna Maria Guarnieri.

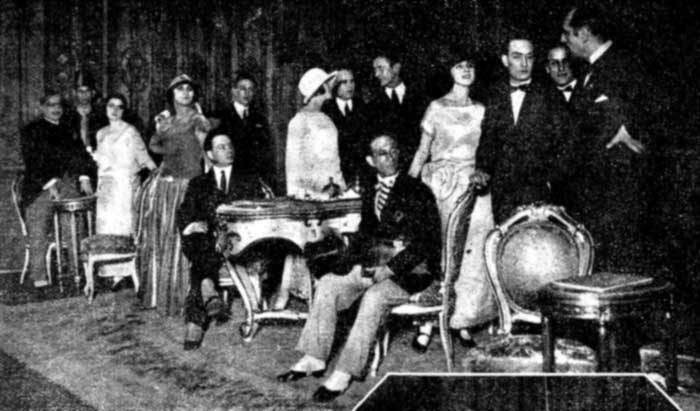
La Compagnia Niccodemi, dopo una rappresentazione di Fuochi d'artificio di Chiarelli (1923). Da sinistra: Marini, Rissone, Vera Vergani, Chiarelli, Armani, Luigi Almirante, Puccini, Luigi Cimara, Brizzolari e Niccodemi. Gli attori vestono ancora i panni di scena.

Il successo di Scampolo lo convinse a ricavarne un romanzo (Il romanzo di scampolo, 1918) e un libretto d'opera, messo in musica da Ezio Camussi (1925).
Nel 1919, e sino al 1925, gli fu affidata la carica di presidente della Società Italiana Autori, succedendo a Marco Praga.
Nel febbraio 1921 costituì una nuova compagnia teatrale assumendone la direzione. Ne facevano parte: Luigi Cimara (primo attore), Vera Vergani (prima attrice), Luigi Almirante, Jone Frigerio, Mario Brizzolari, Margherita Donadoni, Giuditta Rissone, Ruggero Lupi, Sergio Tofano (dal 1924), Anna Magnani (dal 1927). La compagnia debuttò il 4 marzo al Teatro Valle di Roma con Romeo e Giulietta di William Shakespeare, tradotto e adattato dallo stesso Niccodemi. Il successivo 9 maggio, in prima assoluta e sempre al Teatro Valle andarono in scena i Sei personaggi in cerca d'autore di Luigi Pirandello: fu una rappresentazione che sconcertò gli spettatori, non preparati a un’azione teatrale che sconvolgeva le tradizionali regole teatrali.
 
Tra i due spettacoli Niccodemi fece rappresentare un proprio testo, L'alba, il giorno e la notte, interpretato dai soli Vera Vergani e Luigi Cimara, delicato esempio di teatro intimista che si svolge nell'arco di una giornata, suddivisa in tre parti: alba, giorno, notte.

Fu forse la compagnia teatrale più apprezzata, in Italia e all’estero, attiva per tutti gli anni venti del Novecento, che portava in scena principalmente autori contemporanei: Marcel Achard, Luigi Antonelli, Riccardo Bacchelli, Giuseppe Antonio Borgese, Édouard Bourdet, Luigi Chiarelli, Lucio D'Ambra, Gabriele D'Annunzio, Arnaldo Fraccaroli, Simon Gantillon, Paul Géraldy, Giuseppe Giacosa, Frederick Lonsdale, Sabatino Lopez, Fausto Maria Martini, William Somerset Maugham, Luigi Pirandello, Gino Rocca, Jean Sarment, George Bernard Shaw, Guglielmo Zorzi. Nell'estate 1930 la compagnia Niccodemi tenne le ultime repliche al Teatro Olimpia di Milano e si sciolse.
Dopo il 1930, colpito da encefalite letargica, ritornò a Livorno, da Amalita, unica rimasta dei suoi tre figli. È morto il 24 settembre 1934.

## Teatro
Prime rappresentazioni in Italia: 
- La rondine (L’hirondelle), compagnia Mariani, Genova, Teatro Paganini, 27 gennaio 1905.
- Suzeraine, tournée della Réjane, maggio 1908
- Il rifugio (Le refuge), compagnia Calabresi-Mariani, Milano, Teatro Manzoni, 21 gennaio 1910.
- L'Aigrette, compagnia Stabile con Tina Di Lorenzo, Milano, Teatro Manzoni, 29 marzo 1912.
- I pescicani (Les requins), compagnia Stabile con Tina Di Lorenzo e Armando Falconi, Milano, Teatro Manzoni, 28 novembre 1913.
- L’ombra, compagnia Stabile con Irma Gramatica, Milano, Teatro Manzoni, 11 marzo 1915.
- La piccina (con Yves Mirande), compagnia Talli-Melato-Giovannini, Milano, Teatro Fossati, 23 agosto 1915.
- Scampolo, compagnia Galli-Guasti-Bracci, Milano, Teatro Olimpia, 3 dicembre 1915.
- La nemica, compagnia Talli-Melato-Gandusio-Betrone, Milano, Teatro Manzoni, 27 marzo 1916.
- Il Titano, compagnia Ruggeri, Milano, Teatro Lirico, 27 aprile 1916.
- La bella morte e La lettera smarrita, atti unici, compagnia Stabile di Roma, Venezia, Teatro Carlo Goldoni (marzo 1917)
- La maestrina, compagnia Galli-Guasti-Bracci, Roma, Teatro Valle, 9 novembre 1917.
- Prete Pero, con Ermete Zacconi, Milano, Teatro alla Scala, 13 giugno 1918.
- La volata, compagnia Talli, Roma, Teatro Argentina, 20 dicembre 1918.
- Acidalia, compagnia Gandusio, Genova, Teatro Politeama Margherita, 14 marzo 1919.
- L’alba, il giorno e la notte, compagnia Niccodemi, Roma, Teatro Valle, 29 marzo 1921.
- Il poeta, Scena vuota, Le tre grazie, atti unici, compagnia Ars Italica, Roma, Teatro Argentina (giugno 1921)
- Natale, compagnia Niccodemi, Roma (maggio 1922)
- La casa segreta, compagnia Niccodemi, Roma, Teatro Valle (ottobre 1924)
- La Madonna, compagnia Niccodemi, Milano, Teatro Manzoni, 21 gennaio 1927.
- Il principe, compagnia Niccodemi, Milano, Teatro Olimpia, 20 agosto 1929.
- Letizia, compagnia Carlo Veneziani, Salsomaggiore (ottobre 1930)
- Festa di beneficenza, con Menichelli, Fabbri, Tassani, Milano, Teatro Arcimboldi, 19 gennaio 1932.
- La fiamma (La flamme), Genova, Teatro Margherita, compagnia Renzo Ricci, 30 novembre 1935.

## Filmografia

### Soggetti
- L'ombra, regia di Mario Caserini (1917)
- L'aigrette, regia di Baldassarre Negroni (1917)
- Scampolo, regia di Giuseppe Sterni (1917)
- La nemica, regia di Ivo Illuminati (1917)
- Il rifugio, regia di Giulio Antamoro (1918)
- La maestrina, regia di Eleuterio Rodolfi (1919)
- Sovranetta, regia di Enrico Roma (1923)
- Scampolo, regia di Augusto Genina (1928)
- Scampolo, regia di Hans Steinhoff (1932)
- La maestrina, regia di Guido Brignone (1933)
- Retazo, regia di Elías Alippi (1939)
- Scampolo, regia di Nunzio Malasomma (1941)
- La maestrina, regia di Giorgio Bianchi (1942)
- Una sombra en mi destino, regia di Alberto Gout (1946)
- La nemica, regia di Giorgio Bianchi (1952)
- Scampolo '53, regia di Giorgio Bianchi (1953)
- L'ombra, regia di Giorgio Bianchi (1954)
- Sissi a Ischia, regia di Alfred Weidenmann (1958)

## Televisione
- L'ombra, regia di Claudio Fino, con Isa Miranda, 30 aprile 1954.
- La maestrina, regia di Dino Di Luca, 17 settembre 1956.
- La nemica, regia di Silverio Blasi, 25 gennaio 1957.
- Scampolo, regia di Mario Landi, 9 agosto 1957.
- L'ombra, regia di Claudio Fino, con Sarah Ferrati, 8 aprile 1960.
- La nemica, regia di Claudio Fino, 3 febbraio 1965.
- La maestrina, regia di Silverio Blasi, 30 luglio 1965.
- L’alba, il giorno e la notte, regia di Luciano Mondolfo, 6 gennaio 1968.
- La maestrina, regia di Mario Cajano, 2 novembre 1982.
- La nemica, regia di Nanni Fabbri, 20 marzo 1984.

## Opere

Dario Niccodemi nel 1928

### Teatro
- Teatrino, commedie in un atto, Treves, Milano, 1922:
  - 1. Lettera smarrita, Il poeta, Festa di beneficenza
  - 2. Fricchi, Le tre Grazie,  L'incognita
  - 3. Scena vuota, La pelliccia,  Natale

- Il rifugio, commedia in tre atti, Treves, 1909
- L’aigrette, commedia in tre atti, Treves, 1912
- L'ombra, commedia in tre atti, Treves, 1915
- La nemica, commedia in tre atti, Treves, 1917
- Il Titano, commedia in tre atti, Treves, 1917
- La maestrina, commedia in tre atti, Treves, 1918
- Prete Pero, commedia in tre atti, 1918
- I pescicani, commedia in tre atti, Treves, 1919
- La volata, commedia in tre atti, Treves, 1920
- L'alba, il giorno, la notte, commedia in tre atti, Treves, 1921
- Scampolo, commedia in tre atti, Treves, 1921
- Acidalia, commedia in tre atti, Treves, 1922
- La casa segreta, commedia in tre atti, Treves, 1925
- La piccina, commedia in tre atti, scritta con Yves Mirande, Treves, 1926
- La Madonna, commedia in tre atti, Treves, 1927
- La fiamma, commedia in tre atti, scritta con Cesare Sarmiento, in "Retroscena", n. 3-4, aprile-maggio 1937, pp. 3-22

### Romanzi
- Il romanzo di Scampolo, Treves, Milano, 1918
- La morte in maschera, Vitagliano, Milano, 1919
- Niobe. Storia vera di un amore, Artemide, Milano 1982

### Memorialistica
- Tempo passato, con 17 ritratti, Treves, Milano, 1928

### Libretti d'opera
- La ghibellina, musica di Renzo Bianchi, Sonzogno, Milano, 1922
- Scampolo, musica di Ezio Camussi, Sonzogno, Milano, 1926